# Théorie analytique de la Chaleur
Théorie analytique de la chaleur è un libro pubblicato nel 1822 dal matematico e fisico francese Jean Baptiste Joseph Fourier presso l'editore parigino Firmin Didot.
In questo libro Fourier introduce l'idea che una funzione, anche irregolare, possa essere rappresentata come somma di una serie trigonometrica. In onore della sua opera, si usa parlare a questo proposito di sviluppo in serie di Fourier di una funzione. Egli utilizza questo strumento per studiare la propagazione del calore, a partire dal principio che la rapidità del trasferimento di calore fra due zone adiacenti sia proporzionale alla differenza di temperatura.